# 恩德堂

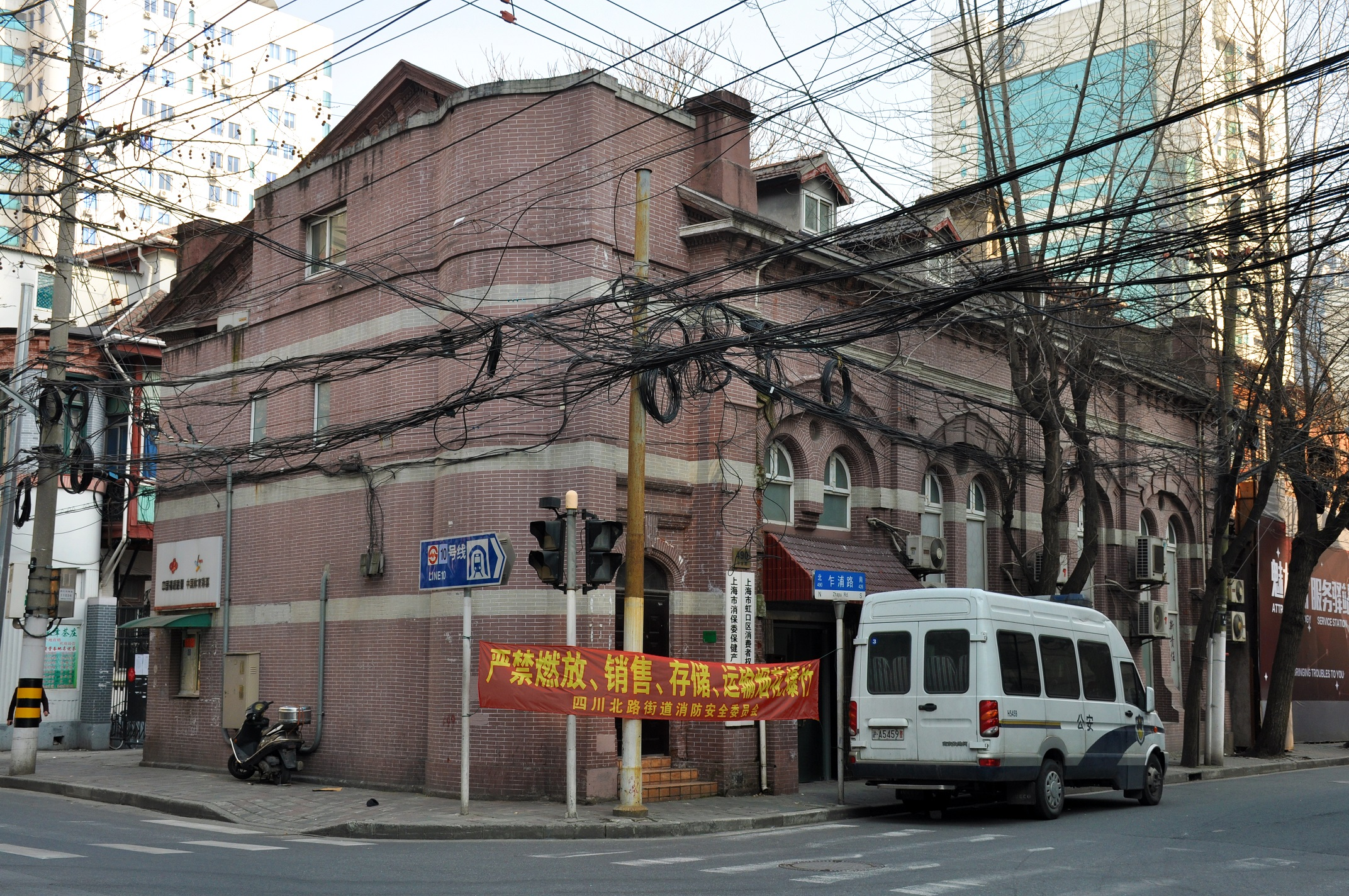

恩德堂（Endeavourers’ Church）是中国上海的一座教堂，位于虹口区乍浦路480、490号，已改为他用，目前为上海市虹口区消费者权益保护委员会占用。是上海为数不多尚存的教堂。
恩德堂是一座供英美侨民使用的礼拜堂，位于乍浦路480号（武进路口）。
淞沪会战期间，虹口、闸北成为战区迁往苏州河以南的租界避难，圣公会救主堂等不少教堂也毁于战火，在租界西区另外建造新教堂。1945年抗日战争结束后，虹口、闸北的信徒们回到原住处。其中圣公会的平信徒成立了“协和礼拜”，租借乍浦路恩德堂进行礼拜，请圣公会各堂的牧师轮流来此主持。同时，圣约翰大学校长沈嗣良因被控通敵罪被关押在提篮桥监狱“忠”字监舍，他在狱中组织读经会，发展了一批信徒。他们获释后，成立了“忠主集”。1947年，圣公会传教士把沈嗣良送到美国学习神学。1949年1月，圣公会江苏教区批准将“协和礼拜”和“忠主集”联合，正式成立独立的忠主堂。
1949年以后，英美侨民陆续离开上海。1958年，圣公会忠主堂参加虹口区联合礼拜，恩德堂建筑被改为他用，目前是上海市虹口区消费者权益保护委员会。上海市虹口区消费者权益保护委员会被列为第五批上海市优秀历史建筑。